# Giorgi Shermadini
Giorgi Shermadini (in georgiano გიორგი შერმადინი?; Natakhtari, 2 aprile 1989) è un cestista georgiano, che gioca come centro nel Club Baloncesto Canarias.
È alto 2,17 m per 120 kg di peso.

## Carriera
Inizia a giocare a basket a 16 anni nel Maccabi Tbilisi. Nella stagione del debutto, 2004-2005, risulta essere il miglior realizzatore del campionato giovanile georgiano. In una partita contro la Sokhumi State University segnò la bellezza di 89 punti, mentre in un altro match mise a segno 76 punti, accompagnati però anche da 16 stoppate e 6 assist. Partecipa poi all'Adidas Superstar Camp, dove si segnala tra i migliori meritando un posto nel World All-Star Team.
Esordisce tra i professionisti del campionato georgiano l'anno dopo, nel corso della stagione 2005-2006, accompagnato da grandi numeri: in media a partita segnava 28,5 punti, 14,7 rimbalzi, 2,8 assist, 1,2 palle rubate: tutto questo all'età di soli 17 anni. Al termine del campionato viene invitato al "Basketball Without Borders" (BWB) Europe Camp, svoltosi a Vilnius, capitale della Lituania dal 30 giugno al 3 luglio 2006.
A 18 anni, nella stagione 2006-07, centra il record di media punti a partita per il campionato georgiano. Infatti ottiene una media di 35.1 punti/gara, 16,4 rimbalzi, 4,7 assist e 2,6 palle rubate. Questi dati includono anche, per esempio, match dove Giorgi ha segnato 60 punti, stoppato 17 tiri ed effettuato 7 assist.
Nell'aprile 2007 viene invitato al Nike Hoop Summit World Select Team, ma a causa di un infortunio al menisco non partecipò. Quest'infortunio gli ha in parte anche compromesso la carriera, in quanto era entrato nella lista draft dell'NBA del 2008, ma ne è poi uscito dopo aver contratto il problema alla gamba.
Nel 2008 il Panathinaikos B.C. mette gli occhi su di lui e il 14 novembre dello stesso anno firma un contratto con la squadra greca. Debutta nella partita contro l'Egaleo il 29 novembre 2008, giocando 6 minuti e segnando 4 punti. Esordisce in Eurolega il 17 dicembre 2008 contro il Nancy, giocanado 10 minuti e mettendo a referto 1 punto. Dopodiché gioca il 15 febbraio 2009 contro la Trikala, segnando 9 punti, dovuti a 2 schiacciate e al 5/5 dalla lunetta. La sua partita migliore di quella stagione è quella giocata in casa il 15 aprile 2009 contro il Kavala, nella quale vede il campo per 12 minuti condendo la presenza con 13 punti.
Nell'ottobre 2010 viene mandato in prestito per un anno alla KK Union Olimpija, in Slovenia.
Esattamente un anno dopo finisce invece alla Bennet Cantù, dove si segnala principalmente per le buone prestazioni in Eurolega, come la prova offerta nella partita casalinga contro l'Olympiacos.
Il 13 novembre 2014 torna a Cantù, firmando con la società brianzola un contratto fino al termine della stagione.

## Nazionale
Nel 2005 partecipa a luglio ai Giochi Olimpici Giovanili a Mosca, in Russia, e ai campionati europei Under 16 in Bulgaria.
Nel 2006 debutta nella nazionale maggiore. Detiene il record di precocità, è il più giovane giocatore ad aver debuttato nella selezione georgiana, a soli 17 anni, avendo come compagni di squadra gente del calibro di Zaza Pachulia, Nik'oloz Tskit'ishvili e Manuchar Mark'oishvili (giocatore che ritroverà 5 anni dopo in quel di Cantù).
Nel 2007 gioca i campionati europei Under 20 di Nova Gorica in Slovenia nei quali risulta miglior stoppatore del torneo (media di 7,4 a partita) e miglior realizzatore della sua squadra.
Nel 2008 gioca nuovamente i campionati europei Under 20, disputatisi stavolta a Riga, capitale della Lettonia, tirando col 74% dal campo e raggiungendo una media di 21,5 punti, 10,5 rimbalzi e 1,2 assist a partita.

## Palmarès

### Squadra
- Campionato greco: 2

Panathinaikos: 2008-2009, 2009-2010
- Coppa di Grecia: 1

Panathinaikos:	2008-2009
- Coppa di Slovenia: 1

Union Olimpija: 2011
- Coppa di Lega israeliana: 1

Maccabi Tel Aviv: 2012
- Eurolega: 2

Panathinaikos: 2008-2009
Olympiakos: 2012-2013
- Basketball Champions League: 1

Canarias: 2021-2022
- Coppa Intercontinentale: 2

Canarias: 2020, 2023

### Individuale
- Basketball Champions League Star Lineup: 3

Canarias: 2019-2020, 2020-2021, 2021-2022
- Liga ACB MVP: 2

Canarias: 2020-2021, 2022-2023
- Basketball Champions League Second Best Team: 1

Canarias: 2022-2023

## Statistiche
Dati aggiornati al 30 giugno 2013

### Stagione regolare
| Stagione        | Squadra               | Competizione    | Partite | Partite | Partite | Statistiche tiro | Statistiche tiro | Statistiche tiro | Altre statistiche | Altre statistiche | Altre statistiche | Altre statistiche | Altre statistiche |
| Stagione        | Squadra               | Competizione    | Pres.   | Titol.  | Minuti  | Tiri da 2        | Tiri da 3        | Liberi           | Rimb.             | Assist            | Rubate            | Stopp.            | Punti             |
| --------------- | --------------------- | --------------- | ------- | ------- | ------- | ---------------- | ---------------- | ---------------- | ----------------- | ----------------- | ----------------- | ----------------- | ----------------- |
| 2008-2009       | Panathinaikos         | A1 Ethniki      | 4       | 0       | 54      | 12/17            | 0/1              | 14/17            | 18                | 4                 | 2                 | 2                 | 38                |
| 2008-2009       | Panathinaikos         | A1 Ethniki      | 15      | 0       | 179     | 25/37            | 1/1              | 28/38            | 48                | 3                 | 8                 | 7                 | 81                |
| 2010-2011       | Olimpija Lubiana      | 1. A SKL        | 14      | 7       | 208     | 48/66            | 0/0              | 33/42            | 64                | 5                 | 8                 | 11                | 129               |
| 2011-2012       | Bennet Cantù          | Serie A         | 22      | 6       | 405     | 69/107           | 0/0              | 61/71            | 115               | 7                 | 18                | 21                | 199               |
| 2012-2013       | Maccabi Tel Aviv B.C. | Ligat ha'Al     | 6       | 0       | 90      | 17/24            | 0/0              | 11/14            | 30                | 2                 | 1                 | 4                 | 45                |
| da dic. 2012    | Olympiacos            | A1 Ethniki      | 12      | 3       | 114     | 21/31            | 0/0              | 21/26            | 27                | 2                 | 12                | 5                 | 63                |
| Totale carriera | Totale carriera       | Totale carriera | 73      | 16      | 1050    | 192/282          | 1/2              | 168/208          | 302               | 23                | 49                | 50                | 555               |

### Playoff
| Stagione        | Squadra          | Competizione    | Partite | Partite | Partite | Statistiche tiro | Statistiche tiro | Statistiche tiro | Altre statistiche | Altre statistiche | Altre statistiche | Altre statistiche | Altre statistiche |
| Stagione        | Squadra          | Competizione    | Pres.   | Titol.  | Minuti  | Tiri da 2        | Tiri da 3        | Liberi           | Rimb.             | Assist            | Rubate            | Stopp.            | Punti             |
| --------------- | ---------------- | --------------- | ------- | ------- | ------- | ---------------- | ---------------- | ---------------- | ----------------- | ----------------- | ----------------- | ----------------- | ----------------- |
| 2008-2009       | Panathinaikos    | A1 Ethniki      | 4       | 0       | 22      | 5/7              | 0/0              | 5/7              | 4                 | 1                 | 1                 | 0                 | 15                |
| 2010-2011       | Olimpija Lubiana | 1. A SKL        | 7       | 0       | 108     | 13/23            | 0/0              | 22/30            | 31                | 7                 | 4                 | 6                 | 48                |
| da dic. 2012    | Olympiacos       | A1 Ethniki      | 5       | 0       | 32      | 1/2              | 0/0              | 2/4              | 8                 | 1                 | 1                 | 1                 | 4                 |
| Totale carriera | Totale carriera  | Totale carriera | 16      | 0       | 162     | 19/32            | 0/0              | 29/41            | 43                | 9                 | 6                 | 7                 | 67                |

### Coppe europee
| Stagione        | Squadra               | Competizione    | Partite | Partite | Partite | Statistiche tiro | Statistiche tiro | Statistiche tiro | Altre statistiche | Altre statistiche | Altre statistiche | Altre statistiche | Altre statistiche |
| Stagione        | Squadra               | Competizione    | Pres.   | Titol.  | Minuti  | Tiri da 2        | Tiri da 3        | Liberi           | Rimb.             | Assist            | Rubate            | Stopp.            | Punti             |
| --------------- | --------------------- | --------------- | ------- | ------- | ------- | ---------------- | ---------------- | ---------------- | ----------------- | ----------------- | ----------------- | ----------------- | ----------------- |
| 2008-2009       | Panathinaikos         | Eurolega        | 1       | -       | 10      | 0/3              | 0/1              | 1/2              | 1                 | 0                 | 1                 | 1                 | 1                 |
| 2008-2009       | Panathinaikos         | Eurolega        | 12      | -       | 110     | 18/26            | 0/1              | 18/24            | 26                | 0                 | 6                 | 4                 | 54                |
| 2010-2011       | Olimpija Lubiana      | Eurolega        | 16      | -       | 241     | 40/56            | 0/4              | 39/46            | 55                | 8                 | 5                 | 17                | 119               |
| 2010-2011       | Olimpija Lubiana      | Lega Adriatica  | 24      | 8       | 364     | 62/86            | 0/2              | 37/58            | 99                | 11                | 11                | 22                | 161               |
| 2011-2012       | Bennet Cantù          | Eurolega        | 16      | -       | 340     | 53/94            | 0/0              | 69/82            | 88                | 12                | 8                 | 10                | 175               |
| 2012-2013       | Maccabi Tel Aviv B.C. | Eurolega        | 9       | -       | 83      | 13/25            | 0/0              | 17/27            | 21                | 1                 | 0                 | 2                 | 43                |
| da dic. 2012    | Olympiacos            | Eurolega        | 17      | -       | 173     | 25/44            | 0/0              | 24/32            | 49                | 6                 | 7                 | 12                | 74                |
| Totale carriera | Totale carriera       | Totale carriera | 95      | -       | 1321    | 211/334          | 0/8              | 205/271          | 339               | 38                | 38                | 68                | 627               |